# Apparato gastrointestinale

Alcuni organi dell'apparato gastrointestinale.

L'apparato gastrointestinale è sinonimo dell'apparato digerente.

## Istologia
La parete dell'apparato gastrointestinale è composta in ogni settore essenzialmente da quattro tessuti, disposti in strati sovrapposti. Nei diversi settori dell'apparato gastrointestinale, la struttura viene identificata a seconda della sua funzione.
Gli strati sono (dall'interno verso l'esterno):
- la mucosa, che costituisce quindi lo strato interno dell'apparato gastrointestinale. Presenta un alto grado di differenziazione e specializzazione nei diversi distretti;
- la sottomucosa, che costituisce uno strato connettivale molto sottile, posto tra la mucosa e il muscularis;
- il muscularis, presente nella bocca, nella faringe e nella parte superiore dell'esofago, è composto da tessuto muscolare striato e, quindi, controllato dalla nostra volontà. Nel resto del tubo digerente prevale il tessuto muscolare liscio, regolato dal sistema nervoso parasimpatico. È inoltre responsabile della peristalsi dell'intestino ed è sia di forma circolare sia disposto in senso longitudinale, ciò affinché il canale digerente possa contrarsi sia per lungo che di traverso;
- la tonaca sierosa, che costituisce lo strato di tessuto esterno dell'apparato gastrointestinale. Questa secerne il liquido che permette lo scivolamento con gli altri organi. Tuttavia la serosa è presente solo negli organi inclusi nel peritoneo. Il contatto dei singoli organi presenti in altre parti del corpo è reso possibile da un tessuto connettivo molle chiamato tunica adventitia.

## Componenti

Il sistema digerente in toto.

L'apparato gastrointestinale è composto da:
- Bocca
- Esofago
- Stomaco
- Intestino tenue
  - Duodeno
  - digiuno
  - ileo
  - cistifellea
- Intestino crasso
  - cieco
    - appendice

  - colon
    - Colon ascendente
    - Colon trasverso
    - Colon discendente
    - Colon sigmoideo
- Retto
- Ano

## Funzione
Nell'apparato gastrointestinale ha luogo la decomposizione enzimatica vera e propria del cibo, l'assorbimento delle sostanze nutritive e dell'acqua come anche l'escrezione delle parti alimentari non digeribili o non sfruttabili. Prendono parte alla digestione, oltre agli enzimi, anche diversi batteri conosciuti col termine di microbiota umano.
Insieme all'apparato gastrointestinale, fanno parte dell'apparato digerente anche la cavità orale (dove ha luogo prevalentemente lo sminuzzamento del cibo), le ghiandole salivali, la faringe e l'esofago, che serve per il trasporto del cibo allo stomaco. L'attribuzione dell'appartenenza dell'esofago all'apparato gastrointestinale è inoltre contestata.

## Principali manifestazioni in caso di malattie
- Anoressia: assenza di fame
- Nausea: sgradevole sensazione di disgusto per il cibo
- Vomito: espulsione forzata attraverso la bocca del contenuto gastrico
- Pirosi: bruciore retrosternale, da non confondere con il dolore toracico di origine cardiaca.
- Rigurgito: espulsione non forzata del contenuto dello stomaco, in assenza di nausea e\o contrazioni muscolari.
- Disfagia: difficoltà alla deglutizione.
- Diarrea: emissione di feci liquide in quantità superiore ai 200 gr in più di tre evacuazioni nelle 24 ore con elevato contenuto in acqua.
- Costipazione: difficoltà nell'emissione delle feci.
- Melena: feci di colore marrone scuro fino a nero (feci picee), indice di presenza di sangue digerito.
- Ematemesi: vomito di materiale ematico rosso vivo o a fondo di caffè (vomito caffeano).
- Ematochezia: emissione di feci commiste o verniciate di sangue .
- Rettorragia o proctorragia: emissione di sangue di colore rosso vivo dal retto.
- Enterorragia: emissione di sangue non digerito dall'orifizio anale di entità tale da aver stimolato la peristalsi.